# Specie di Barychelidae
Di seguito sono descritte tutte le 307 specie della famiglia di ragni Barychelidae note a giugno 2013.

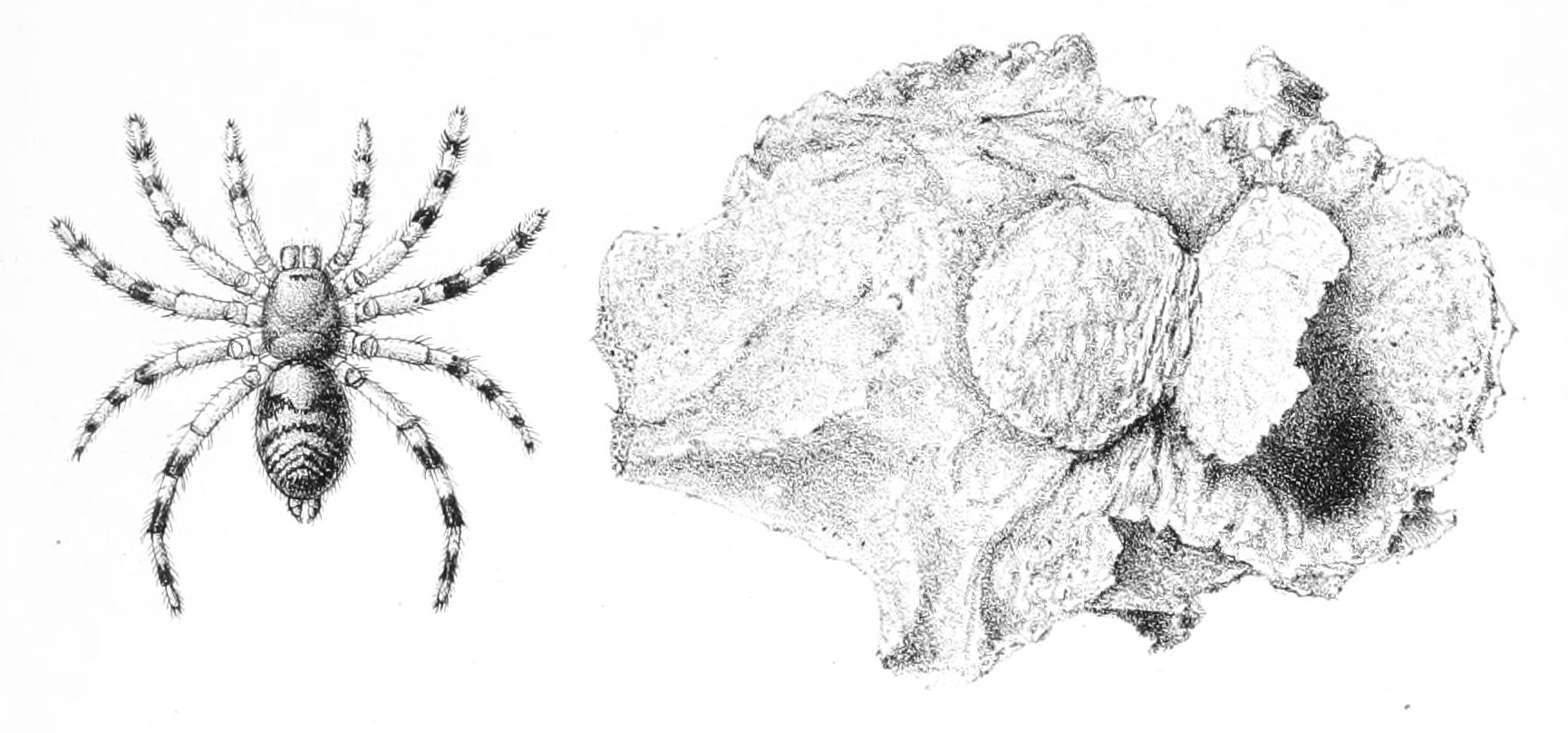
Sason robustus, disegno di esemplare adulto e la sua tana

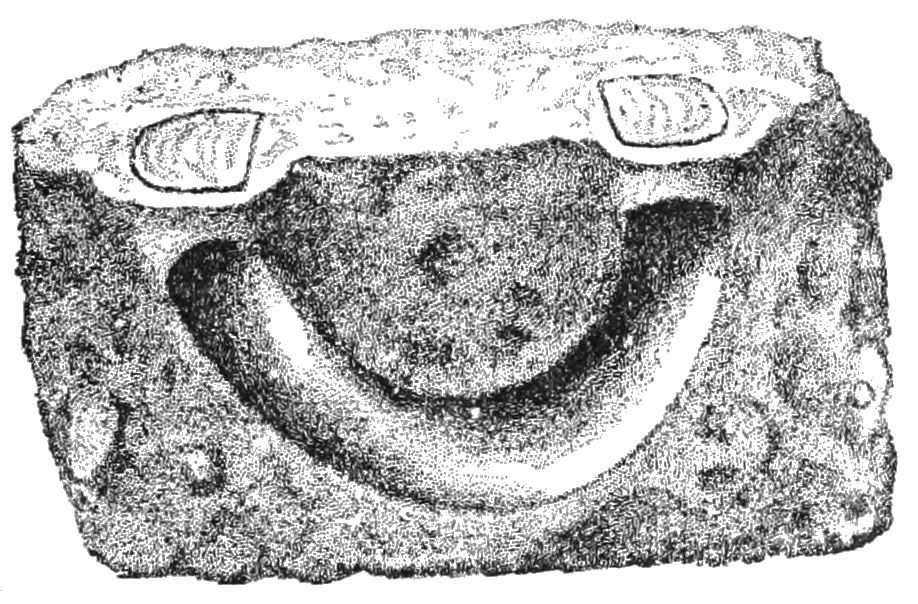
Disegno in sezione della tana-cunicolo di Trichopelma astuta

## Ammonius
Ammonius Thorell, 1899
- Ammonius pupulus Thorell, 1899 — Camerun

## Atrophothele
Atrophothele Pocock, 1903
- Atrophothele socotrana Pocock, 1903 — Socotra

## Aurecocrypta
Aurecocrypta Raven, 1994
- Aurecocrypta katersi Raven, 1994 — Australia occidentale
- Aurecocrypta lugubris Raven, 1994 — Australia occidentale

## Barycheloides
Barycheloides Raven, 1994
- Barycheloides alluviophilus Raven, 1994 — Nuova Caledonia
- Barycheloides chiropterus Raven, 1994 — Nuova Caledonia
- Barycheloides concavus Raven, 1994 — Nuova Caledonia
- Barycheloides rouxi (Berland, 1924) — Nuova Caledonia
- Barycheloides rufofemoratus Raven, 1994 — Nuova Caledonia

## Barychelus
Barychelus Simon, 1889
- Barychelus badius Simon, 1889 — Nuova Caledonia
- Barychelus complexus Raven, 1994 — Nuova Caledonia

## Cosmopelma
Cosmopelma Simon, 1889
- Cosmopelma decoratum Simon, 1889 — Brasile
- Cosmopelma dentatum Fischel, 1927 — Venezuela

## Cyphonisia
Cyphonisia Simon, 1889
- Cyphonisia affinitata Strand, 1907 — Africa orientale
- Cyphonisia annulata Benoit, 1966 — Ghana
- Cyphonisia itombwensis Benoit, 1966 — Congo
- Cyphonisia kissi (Benoit, 1966) — Congo
- Cyphonisia maculata (Roewer, 1953) — Congo
- Cyphonisia maculipes Strand, 1906 — Camerun
- Cyphonisia manicata Simon, 1907 —  Isola Bioko (Africa centrale)
- Cyphonisia nesiotes Simon, 1907 — São Tomè e Principe
- Cyphonisia nigella (Simon, 1889) — Congo
- Cyphonisia obesa Simon, 1889 — Africa centrale e occidentale
- Cyphonisia rastellata Strand, 1907 — Africa orientale
- Cyphonisia soleata Thorell, 1899 — Camerun
- Cyphonisia straba Benoit, 1966 — Congo

## Cyrtogrammomma
Cyrtogrammomma Pocock, 1895
- Cyrtogrammomma monticola Pocock, 1895 — Guyana

## Diplothele
Diplothele O. P.-Cambridge, 1890
- Diplothele gravelyi Siliwal, Molur & Raven, 2009 — India
- Diplothele halyi Simon, 1892 — Sri Lanka
- Diplothele tenebrosus Siliwal, Molur & Raven, 2009 — India
- Diplothele walshi O. P.-Cambridge, 1890 — India

## Encyocrypta
Encyocrypta Simon, 1889
- Encyocrypta abelardi Raven, 1994 — Nuova Caledonia
- Encyocrypta aureco Raven & Churchill, 1991 — Nuova Caledonia
- Encyocrypta berlandi Raven & Churchill, 1991 — Nuova Caledonia
- Encyocrypta bertini Raven, 1994 — Nuova Caledonia
- Encyocrypta bouleti Raven, 1994 — Nuova Caledonia
- Encyocrypta cagou Raven & Churchill, 1991 — Nuova Caledonia
- Encyocrypta colemani Raven & Churchill, 1991 — Nuova Caledonia
- Encyocrypta decooki Raven & Churchill, 1991 — Nuova Caledonia
- Encyocrypta djiaouma Raven & Churchill, 1991 — Nuova Caledonia
- Encyocrypta eneseff Raven & Churchill, 1991 — Nuova Caledonia
- Encyocrypta gracilibulba Raven, 1994 — Nuova Caledonia
- Encyocrypta grandis Raven, 1994 — Nuova Caledonia
- Encyocrypta heloiseae Raven, 1994 — Nuova Caledonia
- Encyocrypta koghi Raven & Churchill, 1991 — Nuova Caledonia
- Encyocrypta kone Raven & Churchill, 1991 — Nuova Caledonia
- Encyocrypta kottae Raven & Churchill, 1991 — Nuova Caledonia
- Encyocrypta kritscheri Raven & Churchill, 1991 — Nuova Caledonia
- Encyocrypta kwakwa Raven, 1994 — Nuova Caledonia
- Encyocrypta letocarti Raven & Churchill, 1991 — Nuova Caledonia
- Encyocrypta lugubris Raven & Churchill, 1991 — Nuova Caledonia
- Encyocrypta mckeei Raven, 1994 — Nuova Caledonia
- Encyocrypta meleagris Simon, 1889 — Nuova Caledonia
- Encyocrypta montdo Raven & Churchill, 1991 — Nuova Caledonia
- Encyocrypta montmou Raven & Churchill, 1991 — Nuova Caledonia
- Encyocrypta neocaledonica Raven & Churchill, 1991 — Nuova Caledonia
- Encyocrypta niaouli Raven & Churchill, 1991 — Nuova Caledonia
- Encyocrypta ouazangou Raven, 1994 — Nuova Caledonia
- Encyocrypta oubatche Raven & Churchill, 1991 — Nuova Caledonia
- Encyocrypta panie Raven & Churchill, 1991 — Nuova Caledonia
- Encyocrypta risbeci Raven, 1994 — Nuova Caledonia
- Encyocrypta tillieri Raven & Churchill, 1991 — Nuova Caledonia
- Encyocrypta tindia Raven & Churchill, 1991 — Nuova Caledonia

## Eubrachycercus
Eubrachycercus Pocock, 1897
- Eubrachycercus smithi Pocock, 1897 — Somalia

## Fijocrypta
Fijocrypta Raven, 1994
- Fijocrypta vitilevu Raven, 1994 — Isole Figi

## Idioctis
Idioctis L. Koch, 1874
- Idioctis eniwetok Raven, 1988 — Isole Marshall, Isole Caroline
- Idioctis ferrophila Churchill & Raven, 1992 — Nuova Caledonia
- Idioctis helva L. Koch, 1874 — Isole Figi
- Idioctis intertidalis (Benoit & Legendre, 1968) — Madagascar, Isole Seychelles
- Idioctis littoralis Abraham, 1924 — Singapore
- Idioctis marovo Churchill & Raven, 1992 — Isole Salomone
- Idioctis talofa Churchill & Raven, 1992 — Samoa
- Idioctis xmas Raven, 1988 — Isole Christmas
- Idioctis yerlata Churchill & Raven, 1992 — Queensland

## Idiommata
Idiommata Ausserer, 1871
- Idiommata blackwalli (O. P.-Cambridge, 1870) — Australia occidentale
- Idiommata fusca L. Koch, 1874 — Queensland
- Idiommata iridescens (Rainbow & Pulleine, 1918) — Queensland
- Idiommata scintillans (Rainbow & Pulleine, 1918) — Australia meridionale

## Idiophthalma
Idiophthalma O. P.-Cambridge, 1877
- Idiophthalma amazonica Simon, 1889 — Brasile
- Idiophthalma ecuadorensis Berland, 1913 — Ecuador
- Idiophthalma pantherina Simon, 1889 — Venezuela
- Idiophthalma robusta Simon, 1889 — Ecuador
- Idiophthalma suspecta O. P.-Cambridge, 1877 — Colombia

## Mandjelia
Mandjelia Raven, 1994
- Mandjelia anzses Raven & Churchill, 1994 — Queensland
- Mandjelia banksi Raven & Churchill, 1994 — Queensland
- Mandjelia brassi Raven & Churchill, 1994 — Queensland
- Mandjelia colemani Raven & Churchill, 1994 — Queensland
- Mandjelia commoni Raven & Churchill, 1994 — Queensland
- Mandjelia exasperans Raven & Churchill, 1994 — Queensland
- Mandjelia fleckeri Raven & Churchill, 1994 — Queensland
- Mandjelia galmarra Raven & Churchill, 1994 — Queensland
- Mandjelia humphreysi Raven & Churchill, 1994 — Australia occidentale
- Mandjelia iwupataka Raven & Churchill, 1994 — Territorio del Nord
- Mandjelia macgregori Raven & Churchill, 1994 — Queensland
- Mandjelia madura Raven & Churchill, 1994 — Australia occidentale
- Mandjelia mccrackeni Raven & Churchill, 1994 — Queensland
- Mandjelia nuganuga Raven & Churchill, 1994 — Queensland
- Mandjelia oenpelli Raven & Churchill, 1994 — Territorio del Nord
- Mandjelia paluma Raven & Churchill, 1994 — Queensland
- Mandjelia platnicki Raven, 1994 — Nuova Caledonia
- Mandjelia qantas Raven & Churchill, 1994 — Queensland
- Mandjelia rejae Raven & Churchill, 1994 — Queensland
- Mandjelia thorelli (Raven, 1990) — Queensland
- Mandjelia wooroonooran Raven & Churchill, 1994 — Queensland
- Mandjelia wyandotte Raven & Churchill, 1994 — Queensland
- Mandjelia yuccabine Raven & Churchill, 1994 — Queensland

## Monodontium
Monodontium Kulczynski, 1908
- Monodontium bukittimah Raven, 2008 — Singapore
- Monodontium malkini Raven, 2008 — Nuova Guinea
- Monodontium mutabile Kulczynski, 1908 — Nuova Guinea
- Monodontium sarawak Raven, 2008 — Sarawak, Borneo
- Monodontium tetrathela Kulczynski, 1908 — Nuova Guinea

## Moruga
Moruga Raven, 1994
- Moruga doddi Raven, 1994 — Queensland
- Moruga fuliginea (Thorell, 1881) — Queensland
- Moruga heatherae Raven, 1994 — Queensland
- Moruga insularis Raven, 1994 — Queensland
- Moruga kimberleyi Raven, 1994 — Australia occidentale
- Moruga thickthorni Raven, 1994 — Queensland
- Moruga thorsborneorum Raven, 1994 — Queensland
- Moruga wallaceae Raven, 1994 — Queensland

## Natgeogia
Natgeogia Raven, 1994
- Natgeogia rastellata Raven, 1994 — Nuova Caledonia

## Neodiplothele
Neodiplothele Mello-Leitão, 1917
- Neodiplothele fluminensis Mello-Leitão, 1924 — Brasile
- Neodiplothele irregularis Mello-Leitão, 1917 — Brasile
- Neodiplothele leonardosi Mello-Leitão, 1939 — Brasile
- Neodiplothele picta Vellard, 1924 — Brasile

## Nihoa
Nihoa Raven & Churchill, 1992
- Nihoa annulata (Kulczynski, 1908) — Nuova Guinea
- Nihoa annulipes (Thorell, 1881) — Nuova Guinea
- Nihoa aussereri (L. Koch, 1874) — Palau
- Nihoa bisianumu Raven, 1994 — Nuova Guinea
- Nihoa courti Raven, 1994 — Nuova Guinea
- Nihoa crassipes (Rainbow, 1898) — Nuova Guinea
- Nihoa gressitti Raven, 1994 — Nuova Guinea
- Nihoa gruberi Raven, 1994 — Papua Nuova Guinea
- Nihoa hawaiiensis (Raven, 1988) — Hawaii
- Nihoa itakara Raven, 1994 — Nuova Guinea
- Nihoa kaindi Raven, 1994 — Nuova Guinea
- Nihoa karawari Raven, 1994 — Nuova Guinea
- Nihoa lambleyi Raven, 1994 — Nuova Guinea
- Nihoa madang Raven, 1994 — Nuova Guinea
- Nihoa mahina Churchill & Raven, 1992 — Hawaii
- Nihoa maior (Kulczynski, 1908) — Nuova Guinea
- Nihoa mambulu Raven, 1994 — Isole Salomone
- Nihoa pictipes (Pocock, 1899) — Nuova Guinea, Isole Salomone
- Nihoa raleighi Raven, 1994 — Nuova Guinea
- Nihoa tatei Raven, 1994 — Nuova Guinea
- Nihoa vanuatu Raven, 1994 — Nuove Ebridi
- Nihoa variata (Thorell, 1881) — Nuova Guinea
- Nihoa verireti Raven, 1994 — Nuova Guinea

## Orstom
Orstom Raven, 1994
- Orstom aoupinie Raven, 1994 — Nuova Caledonia
- Orstom chazeaui Raven & Churchill, 1994 — Nuova Caledonia
- Orstom hydratemei Raven & Churchill, 1994 — Nuova Caledonia
- Orstom macmillani Raven, 1994 — Nuova Caledonia
- Orstom tropicus Raven, 1994 — Nuova Caledonia
- Orstom undecimatus Raven, 1994 — Nuova Caledonia

## Ozicrypta
Ozicrypta Raven, 1994
- Ozicrypta australoborealis Raven & Churchill, 1994 — Territorio del Nord
- Ozicrypta clarki Raven & Churchill, 1994 — Queensland
- Ozicrypta clyneae Raven & Churchill, 1994 — Queensland
- Ozicrypta combeni Raven & Churchill, 1994 — Queensland
- Ozicrypta cooloola Raven & Churchill, 1994 — Queensland
- Ozicrypta digglesi Raven & Churchill, 1994 — Queensland
- Ozicrypta etna Raven & Churchill, 1994 — Queensland
- Ozicrypta eungella Raven & Churchill, 1994 — Queensland
- Ozicrypta filmeri Raven & Churchill, 1994 — Queensland
- Ozicrypta hollinsae Raven & Churchill, 1994 — Queensland
- Ozicrypta kroombit Raven & Churchill, 1994 — Queensland
- Ozicrypta lawlessi Raven & Churchill, 1994 — Queensland
- Ozicrypta littleorum Raven & Churchill, 1994 — Queensland
- Ozicrypta mcarthurae Raven & Churchill, 1994 — Queensland
- Ozicrypta mcdonaldi Raven & Churchill, 1994 — Queensland
- Ozicrypta microcauda Raven & Churchill, 1994 — Queensland
- Ozicrypta noonamah Raven & Churchill, 1994 — Territorio del Nord
- Ozicrypta palmarum (Hogg, 1901) — Territorio del Nord
- Ozicrypta pearni Raven & Churchill, 1994 — Queensland
- Ozicrypta reticulata (L. Koch, 1874) — Queensland
- Ozicrypta sinclairi Raven & Churchill, 1994 — Queensland
- Ozicrypta tuckeri Raven & Churchill, 1994 — Queensland
- Ozicrypta walkeri Raven & Churchill, 1994 — Queensland
- Ozicrypta wallacei Raven & Churchill, 1994 — Queensland
- Ozicrypta wrightae Raven & Churchill, 1994 — Queensland

## Paracenobiopelma
Paracenobiopelma Feio, 1952
- Paracenobiopelma gerecormophilum Feio, 1952 — Brasile

## Pisenor
Pisenor Simon, 1889
- Pisenor arcturus (Tucker, 1917) — Zimbabwe
- Pisenor leleupi (Benoit, 1965) — Congo
- Pisenor lepidus (Gerstäcker, 1873) — Tanzania
- Pisenor macequece (Tucker, 1920) — Mozambico
- Pisenor notius Simon, 1889 — dall'Etiopia allo Zimbabwe
- Pisenor plicatus (Benoit, 1965) — Ruanda
- Pisenor selindanus (Benoit, 1965) — Zimbabwe
- Pisenor tenuistylus (Benoit, 1965) — Congo
- Pisenor upembanus (Roewer, 1953) — Congo

## Plagiobothrus
Plagiobothrus Karsch, 1891
- Plagiobothrus semilunaris Karsch, 1891 — Sri Lanka

## Psalistops
Psalistops Simon, 1889
- Psalistops crassimanus Mello-Leitão, 1923 — Brasile
- Psalistops fulvus Bryant, 1948 — Hispaniola
- Psalistops gasci Maréchal, 1996 — Guyana Francese
- Psalistops maculosus Bryant, 1948 — Hispaniola
- Psalistops melanopygius Simon, 1889 — Venezuela
- Psalistops montigenus (Simon, 1889) — Venezuela
- Psalistops nigrifemuratus Mello-Leitão, 1939 — Brasile
- Psalistops opifex (Simon, 1889) — Venezuela
- Psalistops solitarius (Simon, 1889) — Venezuela
- Psalistops tigrinus Simon, 1889 — Venezuela
- Psalistops venadensis Valerio, 1986 — Costa Rica
- Psalistops zonatus Simon, 1889 — Venezuela

## Questocrypta
Questocrypta Raven, 1994
- Questocrypta goloboffi Raven, 1994 — Nuova Caledonia

## Reichlingia
Reichlingia Rudloff, 2001
- Reichlingia annae (Reichling, 1997) — Belize

## Rhianodes
Rhianodes Raven, 1985
- Rhianodes atratus (Thorell, 1890) — Malaysia, Singapore, Filippine

## Sason
Sason Simon, 1887
- Sason andamanicum Simon, 1888 — Isole Andamane
- Sason colemani Raven, 1986 — Queensland
- Sason hirsutum Schwendinger, 2003 — Indonesia
- Sason maculatum (Roewer, 1963) — Isole Marianne, Isole Caroline
- Sason pectinatum Kulczynski, 1908 — Nuova Guinea
- Sason rameshwaram Siliwal & Molur, 2009 — India
- Sason robustum (O. P.-Cambridge, 1883) — India, Sri Lanka, Isole Seychelles
- Sason sechellanum Simon, 1898 — Isole Seychelles
- Sason sundaicum Schwendinger, 2003 — Thailandia, Malaysia

## Sasonichus
Sasonichus Pocock, 1900
- Sasonichus sullivani Pocock, 1900 — India

## Seqocrypta
Seqocrypta Raven, 1994
- Seqocrypta bancrofti Raven, 1994 — Nuovo Galles del Sud
- Seqocrypta hamlynharrisi Raven & Churchill, 1994 — Queensland
- Seqocrypta jakara Raven, 1994 — Queensland, Nuovo Galles del Sud
- Seqocrypta mckeowni Raven, 1994 — Nuovo Galles del Sud

## Sipalolasma
Sipalolasma Simon, 1892
- Sipalolasma aedificatrix Abraham, 1924 — Malaysia
- Sipalolasma arthrapophysis (Gravely, 1915) — India
- Sipalolasma bicalcarata (Simon, 1904) — Etiopia
- Sipalolasma ellioti Simon, 1892 — Sri Lanka
- Sipalolasma greeni Pocock, 1900 — Sri Lanka
- Sipalolasma humicola (Benoit, 1965) — Mozambico
- Sipalolasma kissi Benoit, 1966 — Congo
- Sipalolasma ophiriensis Abraham, 1924 — Malaysia
- Sipalolasma warnantae Benoit, 1966 — Congo

## Strophaeus
Strophaeus Ausserer, 1875
- Strophaeus austeni (F. O. P.-Cambridge, 1896) — Brasile
- Strophaeus kochi (O. P.-Cambridge, 1870) — Perù
- Strophaeus pentodon (Simon, 1892) — Brasile
- Strophaeus sebastiani Miranda & Bermúdez, 2010 — Panama

## Synothele
Synothele Simon, 1908
- Synothele arrakis Raven, 1994 — Australia occidentale
- Synothele boongaree Raven, 1994 — Australia occidentale
- Synothele butleri Raven, 1994 — Australia occidentale
- Synothele durokoppin Raven, 1994 — Australia occidentale
- Synothele goongarrie Raven, 1994 — Australia occidentale
- Synothele harveyi Churchill & Raven, 1994 — Australia occidentale
- Synothele houstoni Raven, 1994 — Australia occidentale
- Synothele howi Raven, 1994 — Australia occidentale
- Synothele karara Raven, 1994 — Australia occidentale
- Synothele koonalda Raven, 1994 — Australia meridionale
- Synothele longbottomi Raven, 1994 — Australia occidentale
- Synothele lowei Raven, 1994 — Australia occidentale
- Synothele meadhunteri Raven, 1994 — Australia occidentale, Australia meridionale
- Synothele michaelseni Simon, 1908 — Australia occidentale
- Synothele moonabie Raven, 1994 — Australia meridionale
- Synothele mullaloo Raven, 1994 — Australia occidentale
- Synothele ooldea Raven, 1994 — Australia meridionale
- Synothele parifusca (Main, 1954) — Australia occidentale
- Synothele pectinata Raven, 1994 — Australia occidentale
- Synothele rastelloides Raven, 1994 — Australia occidentale
- Synothele rubripes Raven, 1994 — Australia occidentale
- Synothele subquadrata Raven, 1994 — Australia occidentale
- Synothele taurus Raven, 1994 — Australia occidentale
- Synothele yundamindra Raven, 1994 — Australia occidentale

## Thalerommata
Thalerommata Ausserer, 1875
- Thalerommata gracilis Ausserer, 1875 — Colombia
- Thalerommata macella (Simon, 1903) — Colombia
- Thalerommata meridana (Chamberlin & Ivie, 1938) — Messico

## Tigidia
Tigidia Simon, 1892
- Tigidia alluaudi (Simon, 1902) — Madagascar
- Tigidia bastardi (Simon, 1902) — Madagascar
- Tigidia dubia (Strand, 1907) — Madagascar
- Tigidia majori (Pocock, 1903) — Madagascar
- Tigidia mathiauxi (Simon, 1902) — Madagascar
- Tigidia mauriciana Simon, 1892 — Isole Mauritius
- Tigidia nilgiriensis Sanap, Mirza & Siliwal, 2011 — India
- Tigidia processigera (Strand, 1907) — Madagascar
- Tigidia rutilofronis Sanap, Mirza & Siliwal, 2011 — India
- Tigidia sahyadri Sanap, Gupta & Raven, 2011 — India
- Tigidia typica (Strand, 1907) — Madagascar

## Trichopelma
Trichopelma Simon, 1888
- Trichopelma affine (Simon, 1891) — Isola Saint Vincent
- Trichopelma astutum (Simon, 1889) — Venezuela
- Trichopelma banksia Özdikmen & Demir, 2012 — Cuba
- Trichopelma coenobita (Simon, 1889) — Venezuela
- Trichopelma corozali (Petrunkevitch, 1929) — Cuba, Porto Rico
- Trichopelma cubanum (Simon, 1903) — Cuba
- Trichopelma eucubanum Özdikmen & Demir, 2012 — Cuba
- Trichopelma flavicomum Simon, 1891 — Brasile
- Trichopelma illetabile Simon, 1888 — Brasile
- Trichopelma insulanum (Petrunkevitch, 1926) — Isola Saint Thomas (Piccole Antille)
- Trichopelma laselva Valerio, 1986 — Costa Rica
- Trichopelma maculatum (Banks, 1906) — Isole Bahama
- Trichopelma nitidum Simon, 1888 — Hispaniola
- Trichopelma scopulatum (Fischel, 1927) — Venezuela
- Trichopelma spinosum (Franganillo, 1926) — Cuba
- Trichopelma zebra (Petrunkevitch, 1925) — Panama

## Trittame
Trittame L. Koch, 1874
- Trittame augusteyni Raven, 1994 — Queensland
- Trittame bancrofti (Rainbow & Pulleine, 1918) — Queensland
- Trittame berniesmythi Raven, 1994 — Queensland
- Trittame forsteri Raven, 1990 — Queensland
- Trittame gracilis L. Koch, 1874 — Queensland
- Trittame ingrami Raven, 1990 — Queensland
- Trittame kochi Raven, 1990 — Queensland
- Trittame loki Raven, 1990 — Queensland
- Trittame mccolli Raven, 1994 — Queensland
- Trittame rainbowi Raven, 1994 — Queensland
- Trittame stonieri Raven, 1994 — Queensland
- Trittame xerophila Raven, 1990 — Queensland

## Troglothele
Troglothele Fage, 1929
- Troglothele coeca Fage, 1929 — Cuba

## Tungari
Tungari Raven, 1994
- Tungari aurukun Raven, 1994 — Queensland
- Tungari kenwayae Raven, 1994 — Queensland
- Tungari mascordi Raven, 1994 — Queensland
- Tungari monteithi Raven, 1994 — Queensland

## Zophorame
Zophorame Raven, 1990
- Zophorame covacevichae Raven, 1994 — Queensland
- Zophorame gallonae Raven, 1990 — Queensland
- Zophorame hirsti Raven, 1994 — Queensland
- Zophorame simoni Raven, 1990 — Queensland

## Zophoryctes
Zophoryctes Simon, 1902
- Zophoryctes flavopilosus Simon, 1902 — Madagascar